# Asartodes zapateri
Asartodes zapateri is een vlinder uit de familie snuitmotten (Pyralidae). De wetenschappelijke naam is voor het eerst geldig gepubliceerd in 1882 door Ragonot.
De soort komt voor in Europa.